# Dodoma Urban (huyện)
Dodoma Urban là một huyện thuộc vùng Dodoma, Tanzania. Thủ phủ của huyện Dodoma Urban đóng tại Dodoma. Huyện Dodoma Urban có diện tích 2576 km vuông. Đến thời điểm điều tra dân số ngày 25 tháng 8 năm 2002, huyện Dodoma Urban có dân số 322811 người.